# استفن لانگ
استفن لانگ (انگلیسی: Steffen Lang؛ زادهٔ ۱۴ اوت ۱۹۹۳) بازیکن فوتبال اهل آلمان است.
از باشگاه‌هایی که در آن بازی کرده‌است می‌توان به باشگاه فوتبال اشتوتگارت و باشگاه فوتبال آرمینیا بیله‌فلد اشاره کرد.
وی همچنین در تیم ملی فوتبال جوانان آلمان بازی کرده‌است.